# Día del Bombero

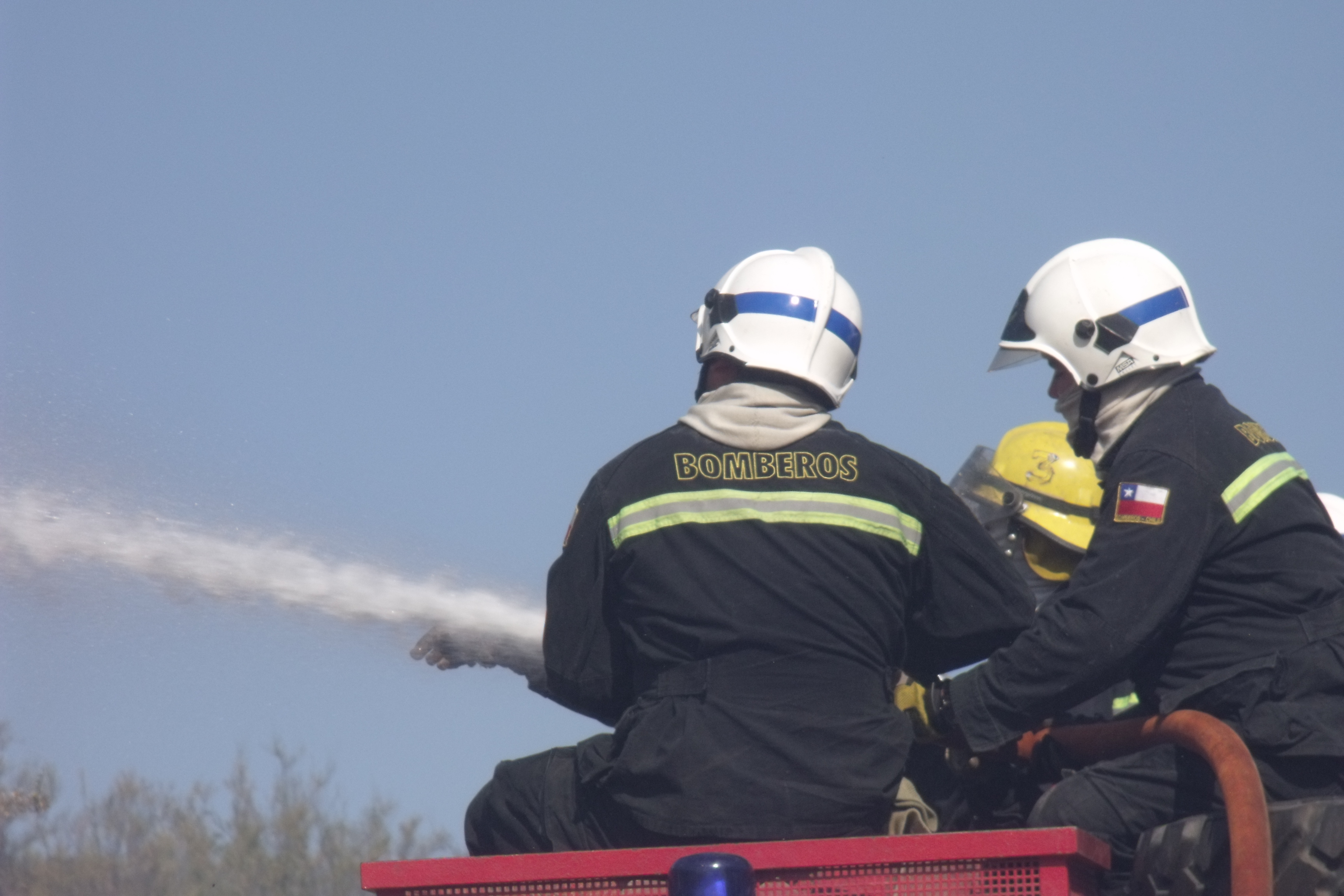
Bomberos de Chile controlando un incendio forestal.

El Día del Bombero se celebra, en fechas que difieren de país en país, en homenaje a quienes trabajan en la lucha contra el fuego. 
La mayoría de los cuerpos de bomberos pertenecen al servicio público y una minoría son privados. Pueden ser asalariados o voluntarios que trabajan de manera gratuita. Además de su actividad principal que es combatir el fuego se dedican a la atención de incidentes con materiales peligrosos, manejo y control de derrames y desastres químicos, salvamento de personas, rescate en montaña, trabajos de altura y rescate en accidentes de tráfico entre otras. El Día Internacional del Bombero forestal es el 4 de mayo.

## Argentina
En Argentina se celebra, como Día Nacional del Bombero Voluntario de la República Argentina, el 2 de junio, ya que en esta fecha, en 1884 se creó la «Sociedad Italiana de Bomberos Voluntarios de La Boca», en Buenos Aires, bajo el lema Querer es poder, cuyo impulsor y primer presidente fue Tomas Liberthi.
El 6 de septiembre de 1887 es creado en la ciudad de La Plata el "Cuerpo de Bomberos de la Pcia de Buenos Aires" quedando establecido dicho día como el de celebrar anualmente por los bomberos profesionales.

## Colombia
En Colombia Se celebra el 11 de noviembre según la resolución 0661 de 2014 del Ministerio del Interior o Reglamento De Bomberos de Colombia. Esta fecha tiene su origen en el primer registro histórico de un grupo de ciudadanos organizados para combatir los incendios en Cartagena de Indias durante la gesta de su independencia. Anteriormente su celebración se realizaba el día 4 de agosto, como reconocimiento al día de la promulgación de la Ley 322 de 1996, la cual creó el Sistema Nacional de Bomberos de Colombia.

## Costa Rica
En Costa Rica se celebra la Semana del Bombero alrededor del día 4 de diciembre, fiesta de santa Bárbara (mártir), patrona de los bomberos.

## Cuba
Se celebra el 13 de noviembre. Esta celebración fue aprobada en el año 1996, en un Congreso latinoamericano, realizado en Cuba. La fecha tiene su origen en el nacimiento del Cuerpo de Bomberos de Cuba en la provincia de Villa Clara, el 13 de noviembre de 1996.

## Chile
Se celebra el 30 de junio desde 1962, instituido mediante la ley 14866. Recuerda la fundación del Primer Cuerpo de Bomberos Voluntarios del país, organizado en Valparaíso el 30 de junio de 1851. En 1970 se creó la Junta Nacional de Cuerpos de Bomberos, y en 1988 se creó la Academia Nacional Bomberos de Chile para profesionalizar a los voluntarios.

## Ecuador
En el Ecuador, el Día del Bombero se celebra el 10 de octubre de cada año, fecha establecida el 2 de agosto de 1926 por el presidente provisional de la República, Isidro Ayora Cueva. El Benemérito Cuerpo de Bomberos de Guayaquil fue fundado en 1835, convirtiéndose así en la institución voluntaria más antigua de Latinoamérica. 
El Cuerpo de Bomberos de Quito fue fundado el 1 de abril de 1944. En Ecuador según la  ley de defensa contra incendios dictada mediante Decreto n.º 1303, del 18 de diciembre de 1974, establece el 10 de octubre como Día del Bombero Ecuatoriano.

## El Salvador
El cuerpo de Bomberos de El Salvador celebra también su día todos los 4 de diciembre de cada año.

## México
Se celebra el 22 de agosto, fecha en la que se creó el primer cuerpo de bomberos en el puerto de Veracruz en 1873. En 1922 se expidió el Reglamento del Cuerpo de Bomberos del Distrito Federal y en 1951 se le otorga el carácter de «Heroico Cuerpo de Bomberos» por decreto presidencial.
Este día se celebra también a los bomberos de la industria petrolera (PEMEX) conocidos como contraincendios.

## Paraguay
Se celebra el 1 de agosto. Por decreto presidencial N.º 3.918 se establece el Día Nacional del Bombero, “en recordación a la invalorable labor realizada en ocasión de la tragedia del supermercado Ycuá Bolaños”, según versa la ley sancionada en noviembre del 2009.

## Perú
En Perú se celebra, como Día del Bombero Voluntario, el 5 de diciembre, día del aniversario de la creación de la primera Compañía de Bomberos Voluntarios «Unión Chalaca n.º 1», creada en 1860.

## República Dominicana
El decreto N.º 9388, promulgado el 8 de octubre de 1953 establece el segundo domingo de marzo de cada año, como el "Día del Bombero", en homenaje de reconocimiento y de simpatía a la esforzada labor que en favor de la colectividad realizan los beneméritos cuerpos de bomberos del país.
La población dominicana pensó por mucho tiempo que el 11 de marzo era el Día del Bombero, pero en realidad ese día corresponde al aniversario de la fundación del Cuerpo de Bomberos de Santo Domingo, Distrito Nacional (11 de marzo de 1928). No fue hasta hace poco tiempo que el Coronel, C.B. Lic. Rafael Javier Bueno, Jefe del Cuerpo de Bomberos de Santo Domingo hurgando en la historia dominicana halló el Decreto 9388, lo divulgó, y desde ese entonces los bomberos celebran el Día del Bombero en la fecha del segundo domingo del mes de marzo de cada año según el decreto del 1954 por el presidente Héctor Bienvenido Trujillo que es realmente la fecha que corresponde.
En el año 1880, el General Gregorio Luperón, mediante el decreto N.º 1851 ordenó la creación de cuerpos de bomberos en las ciudades de Santo Domingo, Santiago, La Vega, Cotuí, El Seibo, San Pedro de Macorís, Puerto Plata y Azua.

## Uruguay
Se celebra el 27 de octubre, fecha de la creación de los Servicios de Bomberos en el Uruguay.

## Venezuela
Se celebra el 20 de agosto, aunque hasta 1971 se había conmemorado el 17 de febrero, día del aniversario de la «III Asamblea del Consejo Superior de Jefes de Bomberos de Venezuela». Desaparecido el consejo, el 20 de agosto de 1972 se realizó el «Primer Congreso Bolivariano de Bomberos» en Maracaibo, en el que se declara esa fecha día nacional del bombero.